# Vier-Bordes
Vier-Bordes är en kommun i departementet Hautes-Pyrénées i regionen Occitanien i sydvästra Frankrike. Kommunen ligger i kantonen Argelès-Gazost som tillhör arrondissementet Argelès-Gazost. År 2022 hade Vier-Bordes 94 invånare.

## Befolkningsutveckling
Antalet invånare i kommunen Vier-Bordes
| Referens: INSEE |